# Nextent Informatika Zrt.
A Nextent Informatika Zrt. magyar tulajdonú IT-cég, amely vezető informatikai tanácsadási, rendszerfejlesztési és integrátori szolgáltatásokat kínál a közép- és nagyvállalati szektor számára.
Főbb tevékenységi területei az adatkezelési megoldások, adatbányászat, automatizáció, beágyazott rendszerek fejlesztése, Big data technológiák, Business Intelligence, döntésinformatika, egyedi alkalmazásfejlesztés és energiamenedzsment szolgáltatások biztosítása közép- és nagyvállalati ügyfelek számára.
A Nextent többségi tulajdonosa Lukács László. Az alkalmazottak létszáma 2015-ben 55 fő volt, a cég éves árbevétele meghaladta a 950 milliót.

## A cég története, főbb mérföldkövek
1998 - BZL Consulting Kft. néven megalakult a Nextent elődje.
2003 - A MIS Zrt. eladta a vállalatban lévő üzletrészét, ezzel lezárva a telco üzletág teljes leválását. Szükségszerűvé vált a névváltoztatás, a vállalat így lett Nextent Informatika Kft.
2005 - A cég ekkor nyerte el végleges formáját, Kft-ből Zrt-vé alakult, és jelenleg is Nextent Informatika Zrt. néven működik.
2011 - ‘’Civil Licit’’ Fő támogató
2012 - ‘’Civil Licit’’ Fő támogató
2013 - ‘’Civil Licit’’ Fő támogató
2015 - ‘’Civil Licit’’ támogató
2016 - Automic, Qlik, és Flowmon partnerség kialakítása
2016 - 1st Big Data Universe Conference
2017 - BDU 2.0
2018 - Big Data Universe 3.0
2019 - HR Digital Connect

## Szolgáltatások
- Adatkezelési megoldások
- Automatizáció
- Beágyazott rendszerek
- Big Data
- Business Intelligence
- Egyedi alkalmazásfejlesztés
- Energiamenedzsment megoldások
- Hanganalitika
- HR digitális megoldások
- Felhő alapú szolgáltatások

## Termékek

### Cetli[1]
A Cetli egy olyan bevásárlást segítő intelligens mobilapplikáció, mellyel bevásárlólistánkat egyedül, vagy akár a családdal megosztva közösen írhatjuk. Az alkalmazás elérhető iOS és Android operációs rendszerrel rendelkező készülékeken.

### PickaPrinter
A PickaPrinter egy kényelmi nyomtató szolgáltatás, melynek segítségével a hozzánk legközelebbi nyomtatási ponton tudjuk a kívánt dokumentumot kinyomtatni. A szolgáltatás elérhető mobilkészülékről applikáción keresztül vagy asztali számítógép webböngészőjén keresztül.

## Képzések
A Nextent csapat folyamatosan fejlődik. A cég elkötelezett híve a folyamatos tanulásnak, éppen ezért tart folyamatosan belsős és bizonyos témákban külsős oktatásokat is a téma iránt érdeklődők számára.
- Big Data Fundamentals képzés[2]

A Big Data technológiák alkalmazásávall könnyebbé válik a növekvő mennyiségben keletkező adatok feldolgozása. A képzés során ezeknek a technológiáknak ez elméleti hátterével, és a gyakorlati alkalmazásukkal ismerkedhetnek meg a résztvevők.
- DevOps képzés

A DevOps napjaink egyik legnépszerűbb szemléletmódja. A képzés elsősorban azoknak lehet hasznos, akiknek már van üzemeltetési vagy fejlesztői tapasztalata, és érdekli őket a DevOps eszközök alkalmazása.
- PL/SQL képzés

A tanfolyam célja olyan gyakorlati példákkal alátámasztott módszerek bemutatása, melyek segítségével az adatok adatbázisban történő feldolgozása könnyebbé tehető.

## Partnerkapcsolatok
- CA Technologies
- Oracle
- Qlik[3]
- SelfDrvn
- Microsoft

## Díjak és kitüntetések
- 2005 - Hewitt ,,Év legjobb munkahelye’’
- 2006 - Hewitt ,,11st Best Employer in Central and Eastern Europe’’
- 2007 - ,,Elkötelezettség a Kiválóságért’’ díj
- 2007 - Theater Public Co. ,,A legdinamikusabban startoló magyar cég’’
- 2008 - Oracle ,,Leginnovatívabb partner’’
- 2009 - HEA ,,Együtt a minőségi ügyfélkapcsolatokért’’
- 2011 - ,,IT Business Leadership Award’’
- 2012 - Magyar Beszállítók Kiválóság Díja
- 2013 - Oracle ,,Gold Partner’’
- 2015 - ,,Az év intelligens vállalata’’ TOP10 Díj Mensa HungarIQa
- 2016 - Oracle ,,Silver Partner’’
- 2017 - ,,Szerethető Munkahelyek" díj TOP 100, és középvállalati HR kategóriagyőztes
- 2017 - Magyar Brands díj "Innovatív Márka" kategóriában
- 2017 - Oracle Gold Partner
- 2018 - Oracle Gold Partner
- 2018 - "Szerethető Munkahelyek" díj TOP 125
- 2018 - Az Év Intelligens Vállalata TOP 10